# Martin van den Bogaert

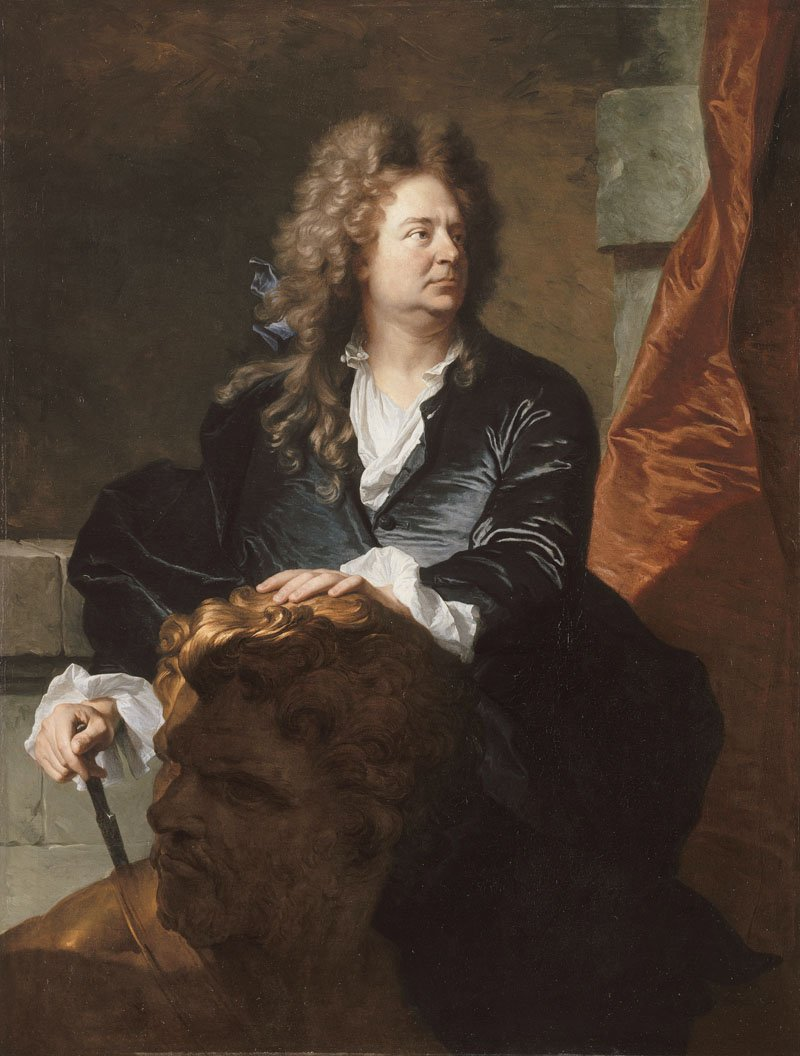
Martin van den Bogaert.

Martin van den Bogaert, född 1637, död 2 maj 1697, var en fransk-holländsk bildhuggare.
Martin van den Bogaert kallade sig i Frankrike, där han vann högt anseende, Martin Desjardins. Han blev slutligen chef för konstakademin och utförde talrika skulpturer för kyrkor och slott. Han främsta arbete, en staty av Ludvig XIV, är nu förstörd sånär som på sockelbilderna, som förvaras på Louvren.